# Vojvodinec
Vojvodinec – wieś w Chorwacji, w żupanii kopriwnicko-kriżewczyńskiej, w gminie Rasinja. W 2011 roku liczyła 52 mieszkańców.